# Richia cyminopristes
Richia cyminopristes là một loài bướm đêm trong họ Noctuidae.